# Pesio
Der Pesio (piemontesisch Pes) ist ein 48 km langer italienischer Fluss in der Provinz Cuneo im unteren Piemont. Er ist ein Nebenfluss des Tanaro im Flusssystem  des Po.
Der Pesio entspringt auf etwa 2200 m Meereshöhe bei der Punta Marguareis (2651 m) und nimmt im Ligurischen Alpen mehrere Bäche auf. Teilweise ein Wildbach, hat er im Oberlauf bei Certosa di Pesio (10 km südlich von Chiusa) ein Gefälle von 1800 Höhenmeter auf nur 10 km. Hier liegt das Schutzgebiet Parco naturale del Marguareis.
Im weiteren Verlauf des Valle Pesio liegen die Orte Vigna, San Bartolomeo, Chiusa di Pesio (die größte Gemeinde) und Pianfei. Es folgt die Hochebene von Mondovì und Rocca di Baldi, wo die Wasser des Brobbio zufließen. Nach weiteren etwa 10 km mündet er bei Magliano Alpi in den Tanaro, nur wenige Kilometer unterhalb der Mündung seines östlichen Parallelflusses Ellero.